# Jökulfall á Kili
Das Jökulfall á Kili (isländisch Gletschersturz auf der Köjlur) ist ein etwa 53 km langer linker Nebenfluss der Hvítá im Hochland von Island.
Der Fluss wird auch Jökulkvísl genannt.

## Flusslauf
Der Jökulfall á Kili wird von mehreren Abflüssen des Gletschers Hofsjökull gespeist. Er fließt anfangs nach Westen. Bei dem Wasserfall Hvinur (⊙) führt der Kerlingarfjallavegur seit 1996 mit einer Brücke über den Fluss. Beim Gýgjarfoss (⊙) stürzt der Fluss 5 m in die Tiefe. Hier mündet die Blákvísl, die man früher oberhalb, nahe der Fallkante, furten musste, bevor dort eine Brücke errichtet wurde. Ab Flusskilometer 30 wendet sich der Jökulfall á Kili in Richtung Südsüdwest. Die Straße Kjalvegur verläuft unweit dem rechten Flussufer. Der Jökulfall á Kili mündet schließlich unterhalb des Sees Hvítárvatn in die Hvítá. Die Gemeindegrenze zwischen Bláskógabyggð und Hrunamannahreppur verläuft größtenteils entlang dem Flusslauf.